# Louis II de Rohan-Chabot (1679-1738)
Pour les articles homonymes, voir Louis II.
Louis II Bretagne Alain de Rohan-Chabot, prince de Léon puis quatrième duc de Rohan en 1727, est né à Paris le 26 septembre 1679 et mort à Paris le 10 août 1738.

## Biographie
Fils aîné de Louis de Rohan-Chabot (1652-1727), duc de Rohan, et de la duchesse née Marie Crespin du Bec, il succéda à son père comme duc de Rohan en 1727.
Ses parents avaient envisagé de le marier avec Françoise de Roquelaure (1683-1741), officiellement fille d'Antoine-Gaston de Roquelaure (1656-1738) et de Marie-Louise de Laval-Lezay, mais que la rumeur de la cour donnait pour une bâtarde de Louis XIV. Mais, selon Saint-Simon, « sur le point de signer, tout se rompit avec aigreur par la manière altière dont la duchesse de Roquelaure voulut exiger que le duc de Rohan donnât plus gros à son fils. [Ce dernier] était un grand garçon élancé, laid et vilain au possible [...] On ne pouvait d'ailleurs avoir plus d'esprit, de tournant, d'intrigue, ni plus l'air et le langage du grand monde. » Mlle de Roquelaure, pour sa part, était, toujours selon Saint-Simon, « bossue et fort laide, mais avait beaucoup d'esprit, de ces esprits hardis, décidés, entreprenants, résolus ». La rupture jeta les deux fiancés « dans le désespoir : le prince de Léon, qui craignait que son père ne traitât des mariages sans dessein de les faire pour ne lui rien donner, la prétendue, dans la frayeur de l'avarice de sa mère, qui ne la marierait point et la laisserait pourrir dans un couvent. » 
En définitive, le prince de Léon enleva Mlle de Roquelaure et l'épousa le 6 mars 1708 à Ménilmontant, dans une petite maison appartenant au duc de Lorges. La duchesse de Roquelaure se précipita à Marly pour demander l'intervention du Roi. « Cela se répandit incontinent, ajoute Saint-Simon, où la bonté de la Cour brilla dans tout son lustre. À peine eut-on plaint Mme de Roquelaure que les uns, par aversion des grands airs impérieux de cette pauvre mère, la plupart, saisis du ridicule de l'enlèvement d'une créature que l'on savait très laide et bossue par un si vilain galant, s'en mirent à rire, et promptement aux grands éclats, et jusqu'aux larmes, avec un bruit tout à fait scandaleux. Tout rentra finalement dans l'ordre par la volonté du Roi. » En revanche, les deux familles en profitèrent pour diminuer considérablement les dots des jeunes mariés, qui passèrent les premières années de leur union dans une perpétuelle gêne financière.
« Cette aventure romanesque, rapporte le président Hénault, continua de l'être par la singularité dont le mari et la femme vécurent ensemble. Jamais on ne les vit un moment d'accord. M. de Léon était violent, Mme de Léon de la plus grande pétulance. Leur maison, où tout Paris abondait, qui avait le plus grand air du monde pour la compagnie dont elle était remplie, était fondée sur quinze mille livres de rente tout au plus dont ils jouissaient. Il y a loin de là à cent mille francs au moins qu'il leur aurait fallu pour leurs dépenses, car ils ne se refusaient rien dans ce genre. Toute la matinée se passait entre eux à chercher les moyens. Il fallait amuser quelques marchands, en embarquer d'autres, fournir des inventions au cuisinier pour faire de rien quelque chose, caresser le maître d'hôtel pour l'engager à tirer des fournisseurs sur sa parole. Le mari et la femme étaient remplis d'expédients sur lesquels ils ne s'accordaient pas. On les entendait se disputer avec la plus grande violence de toutes les maisons voisines. À six heures du soir, tout cessait. La cour, pleine de créanciers le matin, se remplissait de carrosses. On soupait gaiement et l'on jouait toute la nuit. »
Le prince et la princesse de Léon eurent six enfants :
1. Louis-Marie-Bretagne de Rohan-Chabot (1710-1791), duc du Lude puis duc de Rohan ;
2. Louise Armande Julie de Rohan-Chabot (°1712) qui épousa en 1739  Daniel François de Gelas de Voisin (1686-1762), chevalier d'Ambre et comte de Lautrec ;
3. Louis François de Rohan-Chabot (1712-1743), vicomte de Rohan, mort sans alliance[1], abbé de Saint-Sauveur-le-Vicomte;
4. Marie Armande de Rohan-Chabot (1713-1784), prieure perpétuelle de Notre-Dame du Bon-Secours;
5. Charlotte Félicité de Rohan-Chabot (1718-1750) qui épousa en 173) José Diego Gutiérrez de los Ríos, comte de Fernán Núñez (†1745) ;
6. Louis Auguste de Rohan-Chabot (1722-1753), vicomte de Rohan après la mort de son frère Louis François, devenu ensuite vicomte de Chabot (lettres-patentes du 27 mai 1751) et huitième comte de Jarnac; mort sans postérité[1].

## Armes
| Blason | Blasonnement : Écartelé de gueules à neuf macles d'or (qui est de Rohan), et d'or à trois chabots de gueules (qui est Chabot). |